# Anthaxia lameyi
Anthaxia lameyi es una especie de escarabajo del género Anthaxia, familia Buprestidae. Fue descrita científicamente por Théry en 1911.